# Atentados del 11 de octubre de 1986
Los atentados del 11 de octubre de 1986 fueron una serie de atentados terroristas realizados por el Movimiento Revolucionario Túpac Amaru (MRTA) en homenaje a dos de sus miembros abatidos en Colombia cuando participaban en acciones subversivas junto al Movimiento 19 de abril (M-19).

## Antecedentes
Con el objetivo de formar un ejército guerrillero de alcance continental se funda el Batallón América contando con miembros del Movimiento 19 de abril (M-19) y el Movimiento Armado Quintín Lame (MAQL) de Colombia, Alfaro Vive ¡Carajo! (AVC) de Ecuador y el MRTA. Dentro de esta iniciativa, dos miembros del MRTA (Alberto León Joya y Jefferson Salomón Amoretti) son abatidos en Colombia cuando se encontraban participando en acciones subversivas junto al M-19.

## Acontecimientos
El 11 de octubre de 1986, en homenaje a los subversivos abatidos, el MRTA realizó 13 atentados en Lima. Las instalaciones afectadas fueron 10 agencias bancarias, 2 comisarías y una instalación de la Policía de Investigaciones del Perú (PIP).
Los atentados se registraron desde las primeras horas del día. A las 6 de la mañana, se produjeron explosiones en 2 agencias del Banco Continental de la Av. Perú, al igual que en diversas agencias bancarias. En los momentos de la explosión, la estación PIP de San Martín de Porres fue atacada con ráfagas de metralleta. Otro grupo emerretista se dirigió a las comisarías 42 y 44 de la Guardia Civil atacándolas. Los emerretistas se movilizaron en autos. Luego de producidos los ataques, enviaron un comunicado reivindicando el accionar bajo el nombre "¡Beto y Jaime, presentes!".